# Bartolommeo Salvestrini
Bartolommeo Salvestrini (Firenze, 6 dicembre 1599 – Firenze, 7 maggio 1633) è stato un pittore italiano.

## Biografia

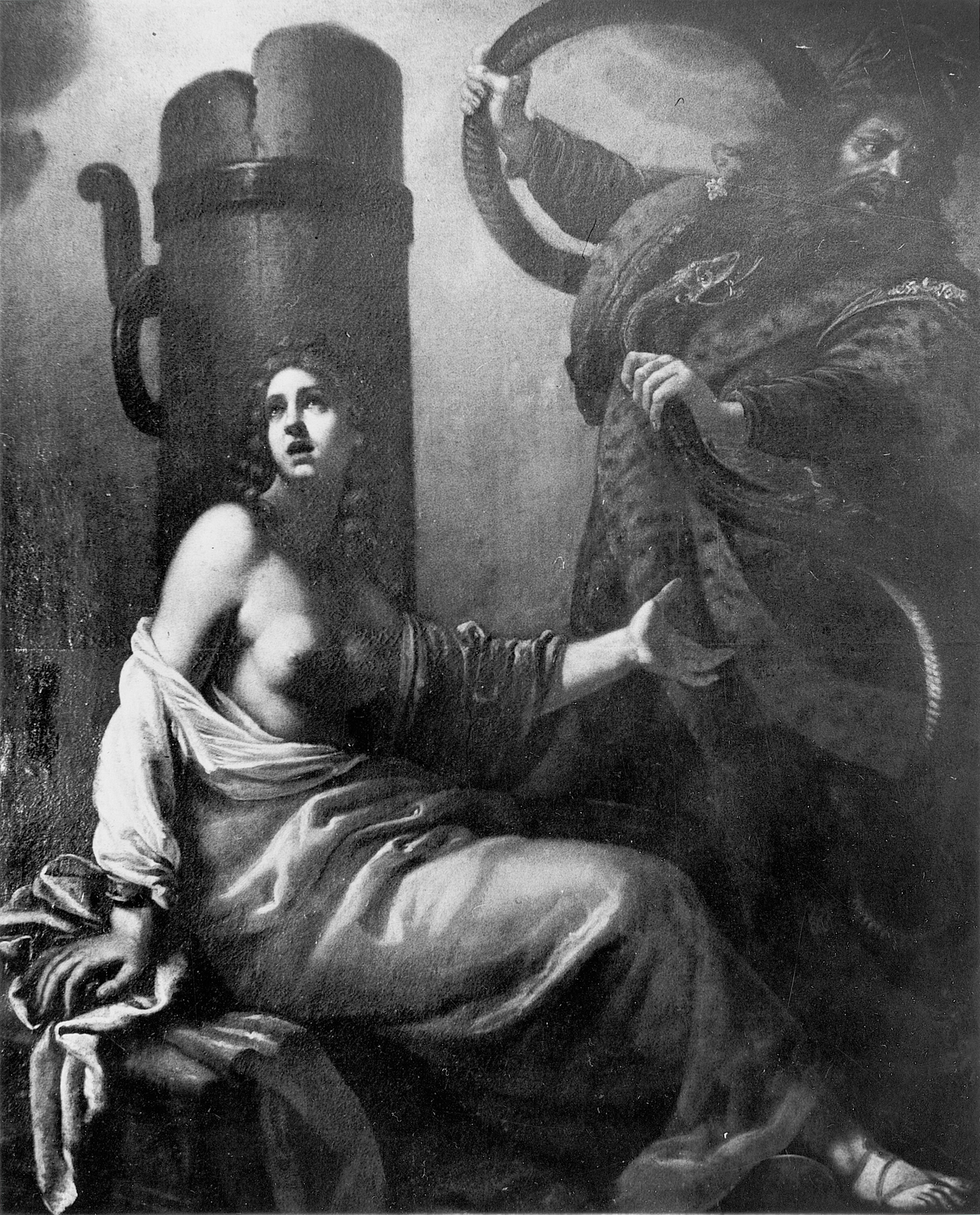
Ercole e Esione

Attivo principalmente a Firenze, ove fu allievo di Matteo Rosselli e Giovanni Bilivert. Dipinse un Martirio di Sant'Orsola per la chiesa di Santa Orsola a Firenze, oltre a dipinti per la chiesa di Santa Teresa. Morì di peste nel 1633. 
Al pittore è attribuito Ercole e Esione, un disegno dell'Art Institute of Chicago.